# Ростунов, Тимофей Иванович
Тимофе́й Ива́нович Ростуно́в (8 июня 1909, Староскаковское — 1992, Киев) — советский военный деятель, генерал-лейтенант артиллерии, начальник КВИРТУ ПВО с 1957 по 1969 год.

## Биография
Родился 8 июн 1909 года в селе Староскаковское (ныне — Дзержинского района Калужской области) в семье крестьянина. Русский.
В Красную армию был призван Москворецким районным военкоматом Москвы 15 сентября 1928 года. Окончил Севастопольскую военную школу зенитной артиллерии. Служил в Московском военном округе, командовал батареей в 85-м зенитном артиллерийском полку. Окончил двухгодичные образовательные курсы и два курса вечернего отделения Артиллерийской академии при МВТУ им. Баумана (в 1936 году).
С июня 1937 по апрель 1938 года участвовал в гражданской войне в Испании в  качестве  советника  командира  маневренной  зенитно-артиллерийской  группы,  старшего  советника  по  ПВО  командира  18-го  корпуса,  советника  по  ПВО  в  армейском  и  фронтовом  штабах. Имел  псевдоним  “Рудольфо  Флорес  Руис”. Член ВКП(б) с 1939 года. В марте 1939 выступил с приветственным докладом от артиллеристов на XVIII съезде ВКП(б).
Окончил Артиллерийскую академию имени Ф. Е. Дзержинского.
Участвовал в Великой Отечественной войне с июля 1941 года. В звании майора был заместителем начальника штаба бригады ПВО, начальником артиллерии 15-й отдельной бригады ПВО. Принимал участие в обороне Одессы. Воевал на Крымском и Северо-Кавказском фронтах, был начальником ПВО общевойсковой армии, начальником артиллерии Краснодарского дивизионного района ПВО, командующим артиллерией Донбасского корпусного района ПВО. Воевал на 3-м Украинском и 4-м Украинском фронтах.
Принимал участие в советско-японской войне с 9 августа 1945 года. Воевал на 1-м Дальневосточном фронте, в звании полковника являлся командующим артиллерией Приморской армии ПВО.
После окончания войны продолжал службу в Вооруженных Силах СССР, служил на должностях командующего артиллерией округа ПВО и начальника штаба ПВО Войска Польского.
Окончил Академию Генерального штаба Министерства обороны СССР.
Работал начальником факультета и заместителем начальника Высшей инженерной радиотехнической академии (ВИРТА) ПВО по боевой подготовке, а также занимал должности начальника Научно-исследовательского института зенитной артиллерии в Гурзуфе и начальника НИИ-2 в Калинине.
С апреля 1957 по 1969 год был начальником Киевского высшего инженерного радиотехнического училища ПВО.
В ноябре 1969 года, в звании генерал-лейтенанта артиллерии, вышел в отставку. Занимался литературной деятельностью, автор книги «Внимание: воздушная тревога!» (ISBN 5-319-00483-4).
Проживал в городе Киеве. Умер в 1992 год]у. Похоронен на Лукьяновском военном кладбище.

## Награды
Награждён орденом Ленина, пятью орденами Красного Знамени, двумя орденами Отечественной войны 1-й степени, орденом Красной Звезды, медалями «За оборону Одессы», «За оборону Кавказа», «За победу над Германией», «За победу над Японией» и другими медалями, а также иностранными наградами.